# Lizozom

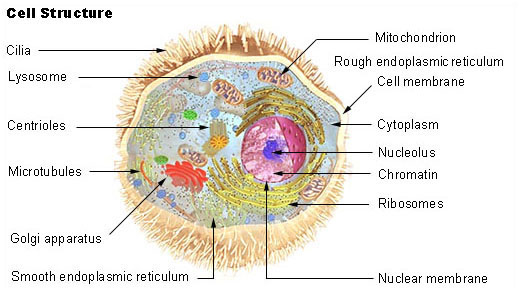
Various organelles labeled. The lysosome is labeled in the upper left.

Schema unei celule animale tipice, indicând componentele subcelulare. Organitele sunt (1) nucleu (2) nucleol (3) ribozom (4) veziculă (5) Reticul endoplasmatic rugos (R Er) (6) aparatul Golgi (7) citoschelet (8) Reticul endoplasmatic neted (R En) (9) mitocondrie (10) vacuolă (11) citoplasmă (12) lizozom (13) centriolă

Lizozomul este un organit celular. Acesta este un corpuscul sferic, vezicular. Stochează peste 40 de enzime hidrolitice (digestive), păstrate în stare inactivă într-un mediu alcalin. Puse în libertate, enzimele devin active.
Lizozomii se găsesc în număr mare la celulele fagocitare (leucocitele) și în celulele îmbătrânite.

## Rol
- Distrugerea corpurilor străine, fragmentelor celulare sau bătrâne
- Sunt organite digestive ale celulei

## Structura
- aspect de vezicule
- diametru de 0,2 - 0,8 microni

Componente: membrană delimitantă; matrice lizozomală.
Membrana lizozomilor este mai groasă decât a celorlalte organite și este impermeabilă (se opune trecerii enzimelor lizozomale în citosol). Ea conține ATP-aze care pompează ioni de hidrogen în lizozomi pentru a menține pH-ul acid.
Matricea lizozomală are aspect diferit de la un lizozom la altul deoarece aceasta conține materiale supuse digestiei, materiale aflate în diferite stadii de degradare. Conține peste 40 de hidrolaze acide (enzime hidrolitice): proteaze, lipaze, glicozidaze, fosfataze, etc.

## Tipuri de lizozomi
1. Primari: nu și-au început încă activitatea de digestie
2. Secundari: sunt activi (își desfășoară activitatea digestivă), sunt mai mari decât lizozomii primari iar matricea are un aspect heterogen. Se împart în heterofagozomi și autofagozomi. Heterofagozomii conțin material provenit din mediul extracelular, înglobat de celulă prin fagocitoză (de ex. resturi celulare, bacterii). Autofagozomii conțin materiale provenite din interiorul celulei (de ex. organite celulare îmbătrânite) - se produce un fenomen de reciclare.
3. Terțiari: sunt corpi reziduali și conțin materiale nedigerabile, care au rămas în urma digestiei ca urmare a epuizării echipamentului enzimatic. Sunt mari, prezintă o matrice foarte densă și foarte heterogenă în care sunt incluse structuri de diverse mărimi și densități.

## Fermenții
- Considerați agenți ai fenomenului de digestie intracelulară;
- Intervin în fagocitoză îndeplinind funcția lor heterofagică;
- Autoliza îndeplinind funcția lor autofagică;

- Funcția heterofagică - particulele solide pătrund în citoplasmă prin endocitoză și dau naștere în interiorul celulei la un fagozom în care particula este înconjurată de plasmalemă; acest fagozom fuzionează apoi cu un lizozom primar și va da naștere unui lizozom secundar; astfel substanțele exogene sunt supuse acțiunii enzimelor hidrolizante din lizozomi și degradate la molecule mai mici, asimilabile, reziduurile fiind eliminate în exterior prin exocitoză; funcția este comparată cu aceea a unui tub digestiv discontinuu
- Funcția autofagică - digestia de către lizozomi a unor teritorii din propria citoplasmă; acest fenomen are loc în caz de stres metabolic (prin înfometare) sau în celule pe cale de diferențiere când apar spații intercelulare; aceste zone supuse degradării de către lizozomi sunt înconjurate la început de către traiecte ale REN, numite vezicule de autofagie sau citolizomi; acestea fuzionează cu lizozomii primari după care începe procesul de digestie intracelulară.
- După moartea celulelor, membranele lizozomilor se distrug și enzimele hidrolizante se eliberează declanșând autolize “post-mortem”, de aceea lizozomii au mai fost numiți și saci de sinucidere.
- Dereglarea funcționării lizozomilor sau distrugerea membranei acestora la celulele animale declanșează maladii celulare grave, numite boli lizozomale.